# Jón Gnarr
Jón Gnarr (Reykjavik, Islàndia, 2 de gener de 1967) és un actor, humorista i polític islandès que va ser alcalde de Reykjavík del 2010 al 2014.
Va ser molt reconegut com a actor i humorista als 90, quan amb Sigurjón Kjartansson feien de parella còmica al duo Tvíhöfði, a la ràdio i a la televisió.
Al 2009 va formar el Best Party, un partit polític que va començar com una sàtira i finalment es va convertir en realitat degut a l'èxit electoral. Tota la campanya va ser gravada i editada posteriorment al documental Gnarr.

## Joventut
Gnarr va ser diagnosticat erròniament amb una discapacitat intel·lectual severa quan era nen i va ser tractat entre els cinc i els set anys a la sala de psiquiatria infantil de l'Hospital Estatal de Dalbraut, Reykjavík. Té dislèxia i tenia dificultats d'aprenentatge. Jón Gnarr relata aquestes experiències al seu llibre The Indian, un relat autobiogràfic de la seva infantesa.
Gnarr era conegut com Jónsi Punk quan era adolescent i tocava el baix en una banda de punk anomenada Nefrennsli ("Runny Nose"). Mentre assistia a diverses escoles secundàries, no va completar l'examen d'accés a la universitat, Stúdentspróf. De jove, va treballar amb el fabricant d'automòbils Volvo i va conduir un taxi a Reykjavík. Durant la dècada de 1980, ell i la seva futura esposa, Jóhanna "Jóga" Jóhannsdóttir, es van familiaritzar amb els membres de la banda de rock alternatiu de Reykjavík The Sugarcubes, incloent Björk i Einar Örn Benediktsson. Björk va romandre una amiga íntima de Jóhanna, escrivint la cançó Jóga del seu àlbum de 1997 "Homogenic" sobre ella.

## Educació
Jón Gnarr té un MFA en arts escèniques per la Universitat de les Arts d'Islàndia. El seu treball de felicitació va ser la seva pròpia interpretació de l'antic poema islandès Völuspá de lEdda Poètica.

## Carrera en les arts escèniques
El 1994, Jón es va unir amb Sigurjón Kjartansson per formar el duet radiofònic Tvíhöfði. El 1997, es va incorporar a l'estació de televisió Stöð 2 on va escriure i protagonitzar diverses temporades del programa de comèdia islandès Fóstbræður. Les seves pel·lícules més conegudes són Íslenski draumurinn (El somni islandès) i Fangavaktin (Un home com jo). El seu espectacle de comèdia "stand-up" Ég var einu sinni nörd (Jo solia ser un nerd) és autobiogràfic. El 2004 va escriure, protagonitzar i produir un curtmetratge, The Man On the Back.
Va treballar com a escriptor i actor creatiu a l'agència de publicitat islandesa EnnEmm, produint diversos anuncis de televisió populars. Va interpretar a Georg Bjarnfreðarson a les sèries de televisió Næturvaktin (Turn de nit), Dagvaktin (Turn de dia) i Fangavaktin (Turn de presó). També va ser coguionista de la sèrie, que va presentar diversos actors nous. El 2009, va protagonitzar el llargmetratge Bjarnfreðarson, que el va fer estimar encara més pel públic islandès. Jón és membre del "Félag íslenskra leikara" (Gremi d'Actors d'Islàndia) i "Félag leikskálda og handritshöfunda" (Gremi de Dramaturgs i Guionistes).

## Entrada en la política
A finals de 2009, Gnarr va fundar el "Best Party" amb una sèrie d'altres persones que no tenien antecedents en política, inclosa Einar. El Best Party, que és un partit polític satíric que parodia la política islandesa i que pretén fer més divertida la vida dels ciutadans, va aconseguir una pluralitat a les eleccions municipals de 2010 a Reykjavík, amb el partit guanyant sis de 15 escons a l'Ajuntament de Reykjavík (34,7 per cent dels vots). Einar, que era el segon a la llista del partit darrere de Jón, va guanyar un dels escons a l'ajuntament.
Jón va acabar derrotant el govern municipal de centredreta dirigit pel Partit de la Independència de Hanna Birna Kristjánsdóttir, cosa que va suposar "un xoc" per a la primera ministra islandesa Jóhanna Sigurðardóttir. La victòria de Jón és vista àmpliament com una reacció contra els polítics de l'establishment arran de la crisi financera d'Islàndia 2008-2011.

La seva plataforma política incloïa promeses de 
| « | "tovalloles gratuïtes a totes les piscines, un ós polar per al zoo de Reykjavík, tot tipus de coses per als més febles, Disneyland a la zona de Vatnsmýri, un Althing (sense drogues) per al 2020, transparència sostenible, peatges la frontera amb Seltjarnarnes, per eliminar tots els deutes, accés lliure a Hljómskálagarðurinn (parc de la rotonda orquestral)." | » |

 Tant abans com després de ser elegit, Jón va anunciar que no participaria en un govern de coalició amb ningú que no hagués vist la sèrie d'HBO The Wire. És un àvid observador de la sèrie, i va declarar que el seu personatge favorit és Omar. Finalment, el seu partit va entrar en coalició amb l'Aliança socialdemòcrata ("Samfylkingin") com a soci menor per governar Reykjavík.

## Com a alcalde de Reykjavík
Després que Gnarr es convertís en alcalde de Reykjavík, es va proposar en broma que la ciutat fos sobrenomenada Gnarrenburg, el títol d'un programa de converses de televisió anterior amb Gnarr.
Com a alcalde, va aparèixer a la desfilada de l'Orgull Gai de 2010 com a "drag queen", va publicar un vídeo de felicitació de vacances amb una màscara de Darth Vader i una gorra de Pare Noel, i va suggerir una fusió amb el municipi veí Kópavogur. Gnarr va protestar pel tracte del govern xinès a l'activista dels drets humans Liu Xiaobo, abans de l'anunci del premi de Liu per al Premi Nobel de la Pau 2010. També ha afirmat que creu que la importància de la Unió Europea està molt sobrevalorada. El seu govern també va incloure l'atorgament d'un permís tan esperat per a la construcció de la primera mesquita d'Islàndia construïda específicament.
El 30 d'octubre de 2013, Gnarr va anunciar que no buscaria un segon mandat quan expirés el seu primer mandat el juny de 2014.

## Després de deixar el càrrec
Des que va deixar el càrrec, Gnarr ha fet campanya perquè Islàndia abandoni les seves lleis sobre els noms tradicionals islandesos, considerant-lo discriminatori, perquè que només es permetien alguns noms de família i Gnarr no estava aprovat. Jón també va ser autor d'un llibre titulat "Gnarr!: How I Became the Mayor of a Large City in Iceland and Changed the World". El gener de 2015 Gnarr es va incorporar al Centre d'Investigació Energètica i Ambiental en Ciències Humanes (CENHS) de la Universitat Rice com el seu primer escriptor en residència.
Després que el president en funcions d'Islàndia, Ólafur Ragnar Grímsson, anunciés l'1 de gener de 2016 que no es presentaria a les properes eleccions presidencials, es va especular que Gnarr presentaria la seva candidatura. El 15 de gener de 2016, Gnarr va anunciar que no es presentaria a un càrrec "de moment", però que podria "pensar en fer-ho més tard", i que estava més interessat a treballar més a la televisió islandesa.
Abans de les Eleccions legislatives islandeses de 2017, Gnarr es va unir a l'Aliança Socialdemòcrata com a director de campanya de l'SDA.

## Vida personal i familiar
Jón Gnarr està casat amb Jóhanna Jóhannsdóttir, una amiga íntima de la cantant Björk, amb qui té cinc fills, un dels quals és Margret Gnarr, una competidora de fitness.

## Premis i reconeixements
- Edda Award
- 2010 Bjarnfreðarson (Mr Bjarnfredarson) Millor actor de l'any (guanyador)
- 2010 Fangavaktin (The Prisoners Shift) Millor actor de l'any (guanyador)
- 2010 Bjarnfreðarson (Mr Bjarnfredarson) Millor actor de l'any (guanyador)
- 2010 Bjarnfreðarson (Mr Bjarnfredarson) Guió de l'any (Guanyador)
- 2010 Fangavaktin (The Prisoners Shift) Drama de televisió/comèdia de l'any (guanyador)
- 2008 Dagvaktin (The Day Shift) Guió de l'any (nominació)
- 2008 Dagvaktin (The Day Shift) Drama de televisió/comèdia de l'any (guanyador)
- 2007 Næturvaktin (The Night Shift) Drama de televisió/comèdia de l'any (guanyador)
- 2004 Með mann á bakinu (The Man on the Back) Guió de l'any (Guanyador)
- 2001 Fóstbræður (Foster Brothers) Millor actor de l'any (guanyador)
- 2000 Íslenski draumurinn (The Icelandic Dream) Actor secundari de l'any (nominació)
- 2010 – Visir.is, Premi Persona de l'Any
- 2013 – Membre honorari de Samtökin '78, l'Organització Nacional Queer d'Islàndia
- 2013 – Siðmennt, Premi Humanista de l'Any
- 2014 – Grant de Lennono per a la pau